# Stellan Claësson
Erik Stellan Claësson, född 31 mars 1886 i Söderhamns församling i Gävleborgs län, död 2 juni 1970 i Adolf Fredriks församling i Stockholm, var en svensk filmproducent.
Claësson var son till stadsläkaren Jonas Leonhard Claësson och Aurora Adelaide Hillman. Han kom till Stockholm där han först arbetade som polis men sedan sadlade om till skådespelare. Han var produktionsledare för ett 110-tal filmer mellan 1923 och 1948.
Stellan Claësson var först gift från 1915 med skådespelaren Karin Swanström (1873–1942), från vilken han blev änkling, och därefter från 1949 med Signe Maria Elisabet Liberg (1896–1969), men blev på nytt änkling ett år före sin död. Claësson är tillsammans med andra hustrun begravd i Libergska familjegraven på Norra begravningsplatsen i Stockholm.

## Filmografi (urval)

### Skådespelare
- 1925 – Styrman Karlssons flammor

### Producent
- 1925 – Styrman Karlssons flammor
- 1931 – Falska miljonären
- 1932 – Landskamp
- 1937 – John Ericsson – segraren vid Hampton Roads
- 1937 – Klart till drabbning
- 1939 – Åh, en så'n grabb
- 1939 – Filmen om Emelie Högqvist
- 1940 – Stål
- 1941 – Tänk, om jag gifter mig med prästen
- 1942 – Doktor Glas